# Volta a Llombardia 1941
La Volta a Llombardia 1941 fou la 37a edició de la Volta a Llombardia. Aquesta cursa ciclista organitzada per La Gazzetta dello Sport es va disputar el 19 d'octubre de 1941 amb sortida i arribada a Milà després d'un recorregut de 217 km.
L'italià Mario Ricci (Legnano) guanya la competició en imposar-se en l'esprint final als seus compatriotes Cino Cinelli (Bianchi) i Severino Canavesi (Gloria).
Aldo Bini creua la línia de meta en tercera posició però és desqualificat per irregularitats.

## Classificació general
|    | Ciclista           | Equip   | Temps      |
| -- | ------------------ | ------- | ---------- |
| 1  | Mario Ricci        | Legnano | 6h 26' 41" |
| 2  | Cino Cinelli       | Bianchi | m. t.      |
| 3  | Severino Canavesi  | Gloria  | m. t.      |
| 4  | Domenico Pedevilla | Olmo    | m. t.      |
| 5  | Fausto Coppi       | Bianchi | m. t.      |
| 6  | Pietro Chiappini   | Olympia | m. t.      |
| 7  | Guerrino Tomasoni  | Frejus  | m. t.      |
| 8  | Olimpio Bizzi      | Bianchi | m. t.      |
| 9  | Gino Bartali       | Legnano | m. t.      |
| 10 | Vasco Bergamaschi  | Bianchi | m. t.      |